# Атанас Жеков
Атанас Жеков е български художник.

## Биография
Роден е на 24 август 1926 година в Карнобат. Завършва живопис в Художествената академия в гр. София при проф. Илия Петров и проф. Панайот Панайотов. Член на Съюза на българските художници от 1953 г. Първи главен художник на издателство „Просвета“. Преподавател по рисуване в Художествената гимназия „Илия Петров“ в София. Директор на Софийска градска художествена галерия (1965–1972). Преподавател в Художествена академия „Репин“ в Петербург (1972). Преподавател в катедра „Рисуване“ при Художествената академия (1972–1986).
Утвърдил се със собствен неповторим стил. За него художникът Васил Стоилов казва в слово, произнесено при откриване на изложбата на Атанас Жеков в Карнобат, 1982:
| „ | Картините на Атанас Жеков внушават на зрителя възторг от едно сериозно изкуство, наситено с много живот и пластични достойнства. Той представя портрети, пейзажи и натюрморти – жизнени и доведени до една нова реалност, която не си поставя задача да копира действителната природа, а да я изживее по жековски, със свои изразни средства. Жеков е темпераментен живописец, който изгражда формата в нейната едрина, здраво овладяна и потопена в буйна колоритна тоналност. Пейзажите му носят много колоритни изненади, жизненост и разнообразие. Надарен с несъмнени качества на рисувач и живописец, той върви смело по собствения си път без колебания – убеден в това, което създава, далече от външни внушения, личен и сигурен в това, което прави. | “ |

Участвал в повече от 45 Общи художествени изложби и други колективни изложби, както и в международни изложби и пленери: Младежки фестивал в Букурещ – лауреат II ст. (1953); представителна изложба в Париж – галерия Шарпантие (1963): Берлин (1967); Токио (1970); Шчечин (1972); Айслебен (1979) и др.
Организирал е над 25 самостоятелни изложби в страната и чужбина: Карнобат (1959, 1968. 1973, 1976, 1996); София (1962, 1967, 1970, 1977, 1980, 1981, 1987); Шчечин (1971); Ленинград (1973); Братислава (1994) и др.
Награди за живопис: награда на СБХ (1965); ОХИ – гр. Смолян (1968); Златен знак на почетен гражданин в Шчечин (1972); Носител на орден „Кирил и Методий“ – първа стенен (1967) и др.
Негови творби се намират в НХГ, СГХГ, министерства, музеи и художествени галерии, както в страната, така и в чужбина – Полша, Германия, Русия, Словакия, Гърция, Япония и др.
Здраво свързан с родния си град, Атанас Жеков периодично организира самостоятелни изложби в Карнобат (1959, 1968, 1973, 1976, 1982, 1986, 1996). По негова инициатива и с изключителното му съдействие е създадена Художествена галерия „Бенчо Обрешков“ при читалище „Димитър Полянов“ гр. Карнобат. Той е и най-големият дарител. Дарява на родния си град 56 миниатюри – живопис и графика (1982). Днес в Карнобат са дарени повече от 100 негови творби.
Удостоен е със званието Почетен член на Народно читалище „Димитър Полянов“ и с истинското признание на всички граждани – Почетен гражданин на Карнобат.
По случай 80-годишнината от рождението му е открита юбилейна изложба в Карнобат (20 септември 2006) и в СГХГ, София (11 октомври 2006).